# Progetto Crisalide
Il Progetto Crisalide (Chrysalis Project) è un programma eugenetico segreto dell'universo fantascientifico di Star Trek. È iniziato nel 1960, condotto da un gruppo di genetisti e di biochimici al fine di creare una super-razza, i Potenziati, che avrebbe dovuto dominare l'intero pianeta Terra.

## Il progetto
Il Progetto Crisalide era un consorzio privato che godeva di piena autonomia da ogni forma di controllo da parte delle autorità di governo.
Il suo quartier generale si trovava nel deserto di Thar, nascosto sotto le rovine di un'antica fortezza di Rajput.
Grazie alla sua ubicazione, il progetto poté proseguire nel più completo isolamento e la sua esistenza non venne mai conosciuta dagli umani, neppure quando a causa di esso scoppiarono le Guerre Eugenetiche.

## Gli scopi
Gli scienziati credevano che creando embrioni umani geneticamente superiori il mondo sarebbe diventato migliore.
Tuttavia un mondo migliore richiedeva che vi vivessero anche individui migliori.
Essi pensavano infatti che individui come Albert Einstein o Martin Luther King fossero il prodotto dell'ambiente e dell'ereditarietà: da qui la necessità della manipolazione genetica, che avrebbe fatto scomparire per sempre mali come le guerre, la povertà, le malattie.
Per ottenere questo, tuttavia, occorreva che una nuova umanità, il cui programma genetico contenuto nel DNA sarebbe stato potenziato, prendesse possesso della Terra. 

## L'ingegneria genetica
La scienza tradizionale asseriva che fosse possibile clonare un ovocita solo due volte prima che esso diventasse inutilizzabile. 
Usando tecniche riproduttive molto al di sopra degli standard del tempo, la dottoressa Sarina Kaur, direttrice del progetto, riuscì invece a clonare molte volte uno stesso ovocita.
Il processo iniziava stimolando una "super ovulazione" nelle donne volontarie (comprese le stesse scienziate che lavoravano al progetto). Gli ovociti così ottenuti venivano quindi trattati introducendo frammenti di DNA specializzato, quindi venivano ottenute più copie di uno stesso ovocita.
In seguito gli ovociti venivano fecondati artificialmente e tenuti in incubatrice ad una temperatura di 37 °C.
Poco dopo la fecondazione gli embrioni venivano esaminati per scoprire eventuali difetti o anomalie genetiche; gli embrioni non utilizzabili venivano scartati.
Questo trattamento era finalizzato ad ottenere miglioramenti nel metabolismo, nell'intelligenza, nel sistema respiratorio e cardiaco e nella muscolatura. Essi riuscirono a creare così una nuova specie: i Potenziati.

## I Potenziati
Ora si trattava di consegnare il pianeta ai superuomini. 
Per far ciò gli scienziati iniziarono a compiere studi sulla guerra biologica.
Il loro intento era quello di liberare sulla Terra uno streptococco modificato geneticamente, capace di divorare i tessuti molli dell'organismo in brevissimo tempo.
Per infettare l'intero globo si procurarono dei missili ICBM equipaggiati con testate bionucleari. 
Essi tuttavia non avevano fatto i conti col fatto che, come scrisse uno degli scienziati aderenti al Progetto Crisalide prima di essere assassinato da un Potenziato, "Una capacità maggiore crea anche un'ambizione maggiore": i Potenziati iniziarono a combattersi tra loro per avere il dominio assoluto sulla Terra, provocando sia le guerre eugenetiche (1992-1996) sia la terza guerra mondiale nel 2026.

## La fine del progetto
Benché il conflitto fosse ormai terminato, l'umanità continuò ad avere paura degli esseri geneticamente modificati fino al XXIV secolo.
Nel XXI secolo la Terra mise al bando l'ingegneria genetica in quanto anti-umana, ad eccezione della riparazione delle malattie genetiche gravi.
Tuttavia nel 2130 il genetista Arik Soong rubò alcuni degli embrioni conservati alla Cold Station 12.
L'intento di Soong era lo stesso dei suoi predecessori: migliorare l'umanità eliminando le malattie. 
Soong però era convinto di riuscire ad evitare che i Potenziati si comportassero come i loro predecessori avevano fatto.
Il suo piano però fallì miseramente: la natura aggressiva dei Potenziati prese ancora una volta il predominio ed essi iniziarono ancora una volta ad incitare gli umani alla guerra provocando nuovi eccidi di massa.
La missione dell'astronave Enterprise di dare la caccia e distruggere i superuomini rimasti portò all'uccisione dei Potenziati e alla distruzione della maggior parte degli embrioni clonati. (Star Trek: Enterprise: Terra di confine, Stazione 12, I Potenziati). 
Alcuni embrioni però caddero nelle mani dei Klingon che, credendo che gli umani stessero cercando di migliorare la loro specie nell'intento di conquistare l'impero Klingon, tentarono di usare il DNA ricavato dagli embrioni per fare la stessa cosa. 
Il risultato finale fu la mutazione di un virus altamente contagioso che causò forti cambiamenti 
nell'aspetto fisico, nella struttura biologica e nella personalità di molti Klingon (Star Trek: Enterprise: Il virus letale, Divergenze). 
Si pensa che alcuni gruppi abbiano conservato le conoscenze riguardanti il modo di migliorare le razze attraverso l'ingegneria genetica e che queste siano ancora reperibili al mercato nero.